# Weißwangen-Wehrvogel
Der Weißwangen-Wehrvogel (Chauna chavaria) ist eine Art aus der Familie der Wehrvögel, die eine Familie der Gänsevögel sind. Der Bestand der Art wird von der IUCN als potenziell gefährdet angesehen.

## Merkmale
Der Weißwangen-Wehrvogel ist ein großer, hühnerartig wirkender Vogel mit ziemlich hohen Beinen. Er wird 76 bis 91 Zentimeter lang. Sein vor allem graues Gefieder ist im Allgemeinen dunkler als das des Halsband-Wehrvogels. Sein Hals ist länger und schwarz gefiedert. Namensgebend ist die weiße Wangenregion. Zwischen seinen langen Zehen befinden sich nur andeutungsweise Schwimmhäute. Ein scharfer Sporn am Flügelbug („Ellbogen“) wird geschickt zur Verteidigung eingesetzt.

## Vorkommen
Der Weißwangen-Wehrvogel ist in Kolumbien, südlich von Cartagena de Indias an Seen entlang des Rio Sinu, und im Nordwesten Venezuelas rund um den Maracaibo-See beheimatet.

## Lebensweise
Weißwangen-Wehrvögel leben in Sümpfen, an Lagunen, an den Ufern langsam fließender Flüsse, meist in von Wald umgebenen Gegenden und oft auf Flächen, die zeitweise überschwemmt sind. Sie grasen wie andere Gänsevögel und ernähren sich ausschließlich herbivor von Blättern und anderen grünen Pflanzenteilen.
Weißwangen-Wehrvögel vermehren sich das ganze Jahr über, die meisten Eier werden aber im Oktober und November gelegt. Ihr Nest ist ein großer Haufen aus Pflanzenmaterial. Es werden zwei bis sieben, meist drei bis fünf Eier gelegt, die 42 bis 44 Tage bebrütet werden. Die geschlüpften Küken haben ein gelblich-graues Daunengefieder und sind unterseits weiß. Sie sind Nestflüchter und werden nur während ihrer ersten Tage gehudert.